# 鞍作止利

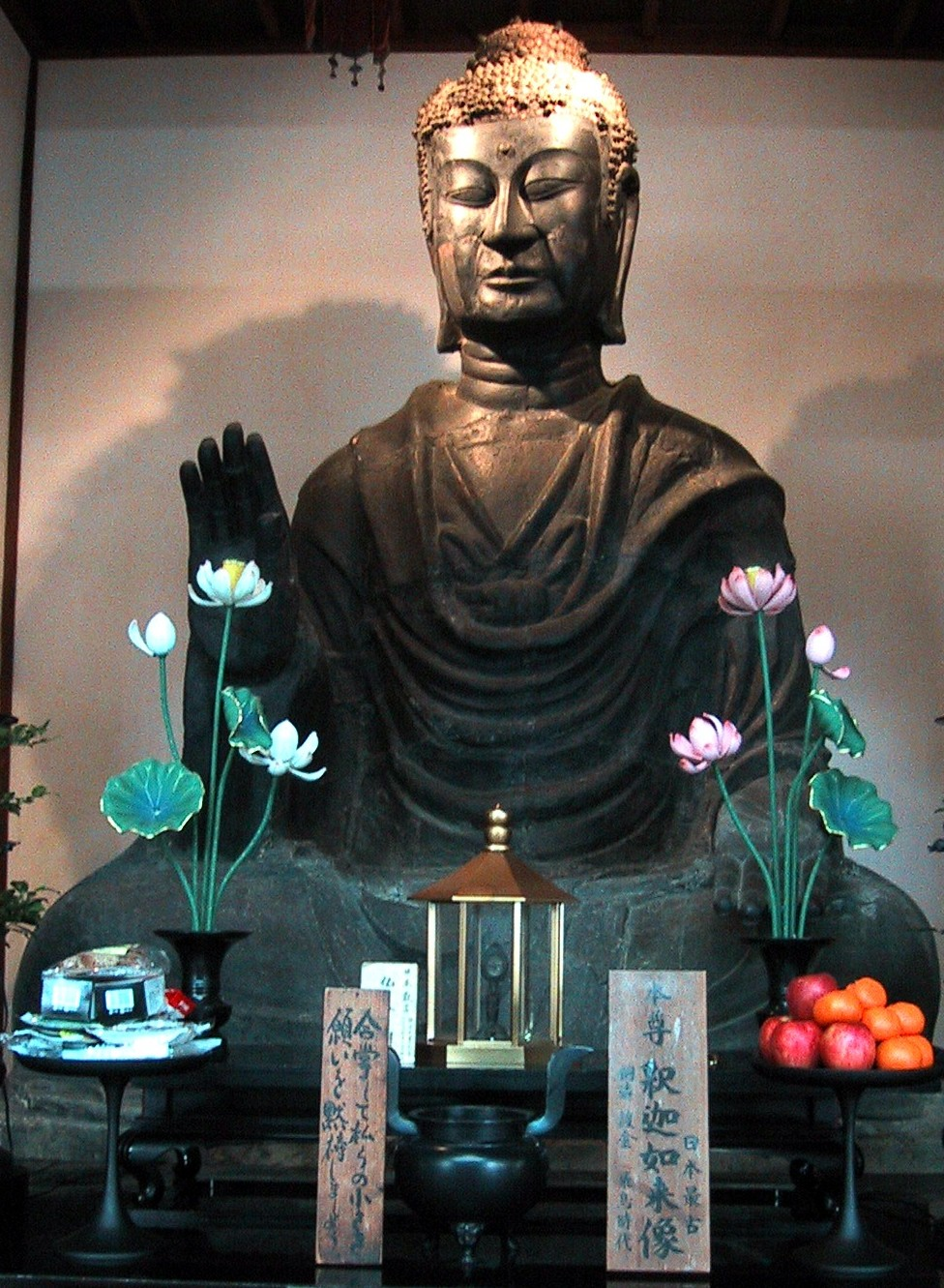
飛鳥大仏

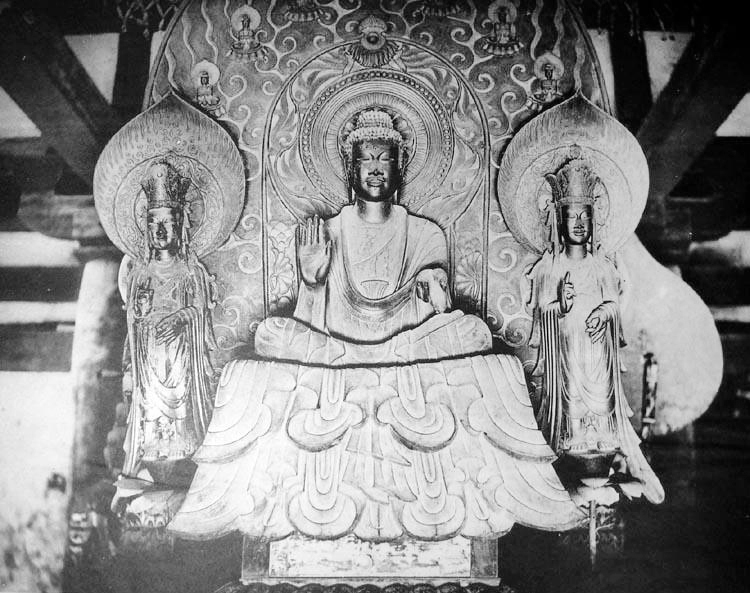
釈迦三尊像（国宝、法隆寺金堂）

鞍作 止利（くらつくり の とり、生没年不詳）または止利仏師は、飛鳥時代の渡来系の仏師、技術者。名は鳥とも記される。鞍部多須奈の子。

## 人物
飛鳥時代を代表する仏師である。渡来人の一族とされるが、天生峠（飛騨市河合町）を生誕地とする伝承もある。
推古天皇13年（605年）推古天皇は摂政の聖徳太子を始め諸王・諸臣に対して、ともに誓願を立てること、一丈六尺の金銅仏と繡仏を各1体ずつ制作を始めることを命じたが、その際に止利は造仏の工（担当者）に任ぜられた。翌推古天皇14年（606年）仏像は完成したものの、金銅仏の高さが元興寺（飛鳥寺）の金堂の戸より高く、戸を破壊しないと堂内に入れられない問題が発生したが、止利の工夫により無事に金堂に安置した。この功績により止利は大仁の冠位に叙せられるとともに、近江国坂田に水田20町を与えられたという。『日本書紀』によると、この仏像の制作を聞いて、高句麗王が黄金300両を貢している（貢する＝「貢物を差し上げる」）。
仏教の信仰に篤い一族であり、父の多須奈は用明天皇のために坂田寺の建立を発願し、のちに出家して、日本で最初の僧侶である徳斉法師となったと伝えられる。蘇我氏と深いつながりがあったと見られ、大化の改新により蘇我氏が失脚するとともに止利様式の作品も見られなくなった。

## 作品
法隆寺金堂本尊銅造釈迦三尊像（623年）が代表作。安居院（飛鳥寺）本尊の釈迦如来坐像（飛鳥大仏）も止利作とされているが、後世の補修が甚だしく、当初の部分は頭部の上半分、左耳、左手の指の一部のみとされていた。しかし、2012年7月に早稲田大学の大橋一章らの研究チームが詳しく調査を行った結果、現存像の大部分は造立当初のものである可能性が高いとの結論を得ている。
その他、法隆寺等には「止利様式」と呼ばれる同系統の仏像が現存する。中国北魏の仏像の様式の影響を受けた、古式の衣文や服制、杏仁形の眼、古式の微笑（アルカイックスマイル）などに止利および止利式の仏像の特色がある。
また、止利式の金銅仏の特徴として、銅の厚みが薄く均一に仕上がっており、鋳造の際に中型の固定に使う鉄心を取り去っているなど、他の金銅仏に比べて卓越した技法が見られる。

## 系譜
- 父：鞍部多須奈[3]
- 母：不詳